# Halländsk ångbåt
En halländsk ångbåt var ett göteborgskt dialektalt uttryck för något som förvånande nog inte ska uppfattas som roligt, trots att åhöraren förväntar sig det. Uttrycket har sin bakgrund i hovfotografen och journalisten Aron Jonason (1838–1914) som var känd för sin kvickhet och sina vitsar. En anekdot berättar att Jonason vid ett tillfälle ska ha haft bråttom och ropat till en grosshandlare: "Vet du om den halländska ångbåten är kommen?!". Grosshandlaren funderade en stund och svarade: "Den vitsen begrep jag inte...", och så föddes uttrycket. Enligt författaren Rune Olausson ska uttrycket ha förekommit i Göteborg fram till 1930-talet.